# La fille coupée en deux
La fille coupée en deux es una película francesa dirigida por Claude Chabrol y estrenada en 2007.

## Sinopsis
Gabrielle (Ludivine Sagnier) es una mujer espiritual, con mucho poder de seducción, que busca tener éxito en la vida. Reside en Lyon junto a su madre Marie (Marie Bunel) y trabaja como presentadora del tiempo en una cadena de televisión. En uno de los eventos de su empresa, Gabrielle conoce al escritor Charles Saint-Denis (François Berléand), un cincuentón casado que termina seduciéndola y enamorándose de ella. Sin embargo, el destino de la joven le tiene deparado otro amor: el de Paul Gaudens (Benoît Magimel), un millonario caprichoso que no parará hasta conquistarla.

## Reparto
- Ludivine Sagnier : Gabrielle Aurore Deneige
- Benoît Magimel : Paul André Claude Gaudens
- François Berléand : Charles Denis / Charles Saint-Denis
- Mathilda May : Capucine Jamet
- Caroline Silhol : Geneviève Gaudens
- Marie Bunel : Marie Deneige
- Valeria Cavalli : Dona Saint-Denis
- Etienne Chicot : Denis Deneige

## Producción
La película fue producida por Alicéléo Cinéma, France 2 Cinéma, Rhône-Alpes Cinéma y Groupe Canal+, entre otros.
El rodaje se llevó a cabo en el Hôtel des Ventes de Lyon, la Maison dans la Forêt en el departamento del Ródano, Lisboa, Lyon y Mionnay, entre otros.
Aunque en España, Francia e Italia fue calificada como «apta para todos los públicos», en otros países se consideró como apta para mayores de 13 años (Argentina), mayores de 14 (Canadá y Chile) o mayores de 15 años (México y Reino Unido).
La banda sonora, además de la música original escrita para la película por Matthieu Chabrol, hijo del director, contiene canciones de Richard Myhill, Dick Walter, Marc Durst y Julien Clerc; también suena un fragmento de la ópera Turandot de Puccini, cantado por Leonie Rysanek.
La película se estrenó en Francia el 8 de agosto de 2007 y en Bélgica el 5 de septiembre de 2007. Tras su paso por varios festivales (Venecia, Toronto, Rio de Janeiro, Nueva York, Hong Kong y Taipéi) se estrenó comercialmente en Alemania (10 de enerp de 2008); Italia, Israel y Serbia (febrero de 2008); Turquía, España y Portugal (mayo de 2008); Grecia (junio de 2008); Brasil y Argentina (julio de 2008); y Estados Unidos a partir de agosto de 2008.

## Curiosidades
La película está ligeramente inspirada en un caso real: el asesinato del arquitecto Stanford White, ocurrido en Nueva York en 1906, y su relación con el matrimonio formado por el millonario Harry Kendall Thaw y la actriz Evelyn Nesbit. Este mismo suceso ya había inspirado La muchacha del trapecio rojo, dirigida por Richard Fleischer y protagonizada por Ray Milland, Joan Collins y Farley Granger en los respectivos papeles del arquitecto, el rico y la actriz; y también Ragtime de Milos Forman, con Elizabeth McGovern, Norman Mailer y Robert Joy, además de ser la última aparición en cine de James Cagney.
En esta película, así como en Borrachera de poder, trabajaron cuatro miembros de la familia Chabrol: Claude Chabrol, como director y guionista; su esposa Aurore Chabrol, como supervisora de guion; uno de sus hijos, Matthieu Chabrol, como compositor de la música original del largometraje; y otro hijo, Thomas Chabrol, como actor.

## Recepción
La recpción de la crítica a esta película fue muy variada. Críticas negativas como la de Jordi Costa en El País («A este crítico le gustaría poder hablar de estilo invisible, pero sus ojos sólo ven descuido y esa escritura automática que da la rutina. Tampoco puede hablar de fina ironía: sólo hay caricatura, y su trazo, aunque francés, es grueso») o la de Beatriz Maldivia en la web "Espinof" («una película que tenía la posibilidad de mostrar grandes dilemas morales, mentes retorcidas, enganches psicológicos que rozan la enfermedad mental, etc… pero que, en mi opinión, no consigue transmitir nada de esto. Sabemos que está ahí porque se nos dice, pero no lo sentimos»); otras tibias como la de Oti Rodríguez Marchante en ABC («Tiene gracia que Chabrol consiga hacer una película tan perversa en su fondo y tan mojigata en su apariencia (...) Chabrol resulta tan retorcido y malicioso como era de esperar») o Jonathan Romney en la web "Screendaily" («Chabrol ofrece mucho estilo y elegancia psicológica, pero pocas sorpresas (...) Sus admiradores sentirán que está yendo a lo seguro»); y otras francamente favorables como las de Peter Bradshaw en The Guardian («Con elegancia y competencia, el veterano maestro Claude Chabrol nos ofrece su película más entretenida de los últimos años») y la de Ian Freer en Empire («Cine complejo y muy conseguido que es interesante y tiene un humor negro acertado»).
En FilmAffinity la película recibió una puntuación de 5.7/10, basada en 22 críticas especializadas y 1333 votos del público. En IMDb el resultado fue de 6.2/10, con 3800 votos de público. En Metacritic la película obtuvo un 73 de aprobación profesional (basado en 21 críticas) y un 7.3/10 (aunque basado en solo 6 reseñas del público). En cuanto a Rotten Tomatoes, la diferencia es manifiesta: mientras obtuvo un 73% de aprobación de los críticos (86 reseñas), se quedó en un 37% de aprobación del público (más de 2500 votos).

## Premios
* Fuente: Página de la película en IMDb. 
| Año  | Premio o festival        | Categoría                                  | Nominado                   | Resultado |
| ---- | ------------------------ | ------------------------------------------ | -------------------------- | --------- |
| 2007 | Premio Louis Delluc      | Mejor película                             | Claude Chabrol             | Nominado  |
| 2007 | Festival de Venecia      | Premio Filmcritica "Bastone Bianco"        | Claude Chabrol             | Ganador   |
| 2008 | Festival de Cine de Pula | Mejor película - Competición internacional | Patrick Godeau (productor) | Ganador   |
| 2008 | Premios Lumières         | Mejor actriz                               | Ludivine Sagnier           | Nominada  |
| 2008 | Premios Lumières         | Mejor actor                                | Benoît Magimel             | Nominado  |